# Ronaldo Deaconu
Ronaldo Deaconu (Bukarest, 1997. május 13. –) román korosztályos válogatott labdarúgó, az Unirea Slobozia középpályása.

## Pályafutása

### Klubcsapatokban
Deaconu Románia fővárosában, Bukarestben született. Az ifjúsági pályafutását a FCSB és a Gheorghe Hagi csapatában kezdte, majd a holland Feyenoord és Twente akadémiájánál folytatta.
2016-ban mutatkozott be a romániai ASA Tîrgu Mureș első osztályban szereplő felnőtt keretében. 2017-ben a Concordia Chiajna, majd 2019-ben a horvát Gorica szerződtette. 2019 nyarán Sepsi OSK-hoz igazolt. 2020-ban a Gaz Metanhoz, míg 2022-ben a kínai Senhszi Senganhoz csatlakozott. 2022. július 28-án kétéves szerződést kötött a lengyel első osztályban érdekelt Korona Kielce együttesével. Először a 2022. augusztus 15-ei, a Warta Poznań ellen 1–0-ra elvesztett mérkőzés félidejében, Dalibor Takáč cseréjeként lépett pályára. Első gólját 2023. február 18-án, a Lechia Gdańsk ellen hazai pályán 1–0-ás győzelemmel zárult találkozón szerezte meg.

### A válogatottban
Deaconu az U16-os és az U17-es korosztályú válogatottban is képviselte Romániát, emellett részt vett országa színeiben a 2020-as tokiói olimpián.